# کارل پترو
کارل پترو (چکی: Karel Petrů؛ ۲۴ ژانویه ۱۸۹۱ – ۱۹۴۹) یک مربی فوتبال اهل جمهوری چک بود.
وی سرمربی تیم ملی فوتبال چکسلواکی در جام جهانی فوتبال ۱۹۳۴ بوده و به مقام نایب قهرمانی این مسابقات دست یافته است.